# Maianthemum trifolium
Espèce
Synonymes
- Asteranthemum trifoliatum Kunth[2]
- Convallaria trifolia L.[2]
- Smilacina trifolia (L.) Desf.[2]
- Tovaria trifolia (L.) Neck. ex Baker[2]
- Unifolium trifolium (L.) Greene[2]
- Vagnera pumila Standl.[2]
- Vagnera trifolia (L.) Morong[2]

Maianthemum trifolium est une espèce de plantes à fleurs de la famille des Asparagaceae présente dans les environnements extrêmement humides du Canada, du Nord-Est des États-Unis, de Saint-Pierre et Miquelon et de la Sibérie. 

## Description
C'est une plante herbacée vivace dressée, de 10 à 25 cm de hauteur. Elle pousse à partir de rhizomes sympodiaux étalés avec des racines trouvées uniquement aux nœuds. Les nouvelles plantes produisent deux feuilles pétiolées la première année, puis une pousse fleurie la deuxième année avec de deux à quatre feuilles sessiles.

### Feuilles
Les plantes fertiles ont de deux à quatre feuilles alternes elliptiques, de 5 à 12 cm de longueur et de 2,5 à 4 cm de largeur. La base des feuilles est étroitement effilée et les extrémités pointues.

### Grappes fleuries
Cinq à quinze fleurs sont produites sur une grappe simple de 5 à 10 cm de longueur. Il n'y a qu'une seule fleur par nœud, fixée sur un pédicelle de 1 à 3 mm de longueur.

### Fleurs et fruits
Les fleurs sont regroupées par trois. Chaque fleur présente six tépales blancs de 2 à 4 mm de longueur. Les fruits sont des baies de 4 à 6 mm de largeur, tachetées de fines taches rouges lorsqu'elles sont jeunes, devenant rouges. Les baies contiennent de une à trois petites graines arrondies. La floraison s'étend de mai à juin et les baies restent sur les plantes jusqu'en septembre. 

## Habitat et écologie
Maianthemum trifolium forme souvent des taches denses dans les forêts humides, les tourbières à sphaignes et autres zones humides et est parfois considéré comme aquatique. 